# Johannes Hahn
Johannes Hahn (* 2. prosince 1957 Vídeň) je rakouský lidovecký politik,
v letech 2010–2014 evropský komisař pro regionální politiku ve druhé Barrosově komisi, mezi roky 2014–2019 komisař pro evropskou sousedskou politiku a rozhovory o rozšíření v Junckerově komisi a v období 2019–2024 komisař pro rozpočet a správu v první komisi von der Leyenové
V rámci rakouské politiky byl v letech 2007–2008 ministrem pro vědu a výzkum v kabinetu Gusenbauera a první vládě Wernera Faymanna, kde poté mezi roky 2008–2009 dočasně zastával úřad ministra spravedlnosti.